# Паскуаль, Мануэль
Мануэль Паскуаль (итал. Manuel Pasqual; 13 марта 1982, Сан-Дона-ди-Пьяве, Венеция) — итальянский футболист, защитник.

## Карьера

### Клубная карьера
Мануэль Паскуаль, воспитанник «Реджины», начал карьеру в клубе «Дертона», через год он перешёл в другой клуб Серии D, но там провёл лишь один сезон, по окончании которого Паскуаль был куплен клубом «Тревизо» из Серии С1, но в этой команде Паскуалю не доверяли, а потому он провёл лишь 2 матча за клуб.
В январе 2002 года Паскуаль перешёл в клуб Серии С1 «Ареццо», где уже на второй сезон завоевал твёрдое место в основном составе команды, правда сезон у «Ареццо» вышел удручающим, клуб занял одно из последних мест в третьем итальянском дивизионе, но клуб смог, после победы в переходных матчах, всё же остаться в Серии С1, а в сезоне 2003/04 выйти в Серию В, а сам игрок был признан лучшим защитником третьего дивизиона. После удачного сезона в Серии В Паскуалем заинтересовались клубы Серии А
Летом 2005 года Паскуаля купила «Фиорентина», искавшая левого защитника после ухода Джорджо Кьеллини в «Ювентус», «фиалки» купили половину прав на игрока за 2,5 млн евро. 18 сентября Паскуаль дебютировал в матче против «Удинезе», завершившимся со счётом 4:2, а через несколько матчей вытеснил из состава Джузеппе Панкаро. В июне 2006 года «Фиорентина» выкупила оставшуюся часть прав на Паскуаля у «Ареццо» за 3,5 млн евро.
В 2016 году Мануэль перешел в «Эмполи» на правах свободного агента.

### Международная карьера
В сборной Италии Паскуаль дебютировал 1 марта 2006 года в матче с Германией, заменив Мауро Каморанези за несколько минут до окончания игры. Паскуаль был одним из кандидатов на поездку на чемпионат мира в Германию, но его место заняли Фабио Гроссо и Джанлука Дзамбротта.